# Uniq
uniq (ang. unique – niepowtarzalny) – uniksowe polecenie usuwające powtarzające się linie z posortowanego pliku. Jest to rodzaj programu filtrującego zwykle używany dla przetworzenia wyjściowego strumienia danych programu sort. Program ma także inne funkcje, takie jak zliczanie powtarzających się linii. Listę dostępnych opcji można uzyskać uruchamiając program z argumentem --help.

## Przykłady użycia
Wypisz wszystkie linie z pliku file, posortowane według liczby powtórzeń:
```
sort
 
file
 
|
 
uniq
 
-c
 
|
 
sort
 
-n

```

Wypisz powtarzające się linie z pliku file bez rozróżniania wielkości znaków:
```
sort
 
file
 
|
 
uniq
 
-d
 
-i

```